# Remerton
Remerton – miasto w Stanach Zjednoczonych, w stanie Georgia, w hrabstwie Lowndes.